# Aeolidiidae
Aeolidiidés
Famille
Synonymes
- Aeolididae[1]
- famille Spurillidae Odhner, 1939[2]
- sous-famille Eolidininae Pruvot-Fol, 1951[2]

Les Aeolidiidés (Aeolidiidae) sont une famille de mollusques gastéropodes de l'ordre des nudibranches. La plupart de ces limaces de mer possèdent une rangée unique de dents dentelées régulièrement serrées.

## Liste des genres
Selon World Register of Marine Species (29 septembre 2021), prenant pour base la taxinomie de Bouchet & Rocroi (2005), la famille compte 11 genres :
- genre Aeolidia Cuvier, 1798
- genre Aeolidiella Bergh, 1867
- genre Aeolidiopsis Pruvot-Fol, 1956
- genre Anteaeolidiella M. C. Miller, 2001
- genre Baeolidia Bergh, 1888
- genre Berghia Trinchese, 1877
- genre Bulbaeolidia Carmona, Pola, Gosliner & Cervera, 2013
- genre Cerberilla Bergh, 1873
- genre Limenandra Haefelfinger & Stamm, 1958
- genre Spurilla Bergh, 1864
- genre Zeusia Korshunova, Zimina & Martynov, 2017

## Galerie

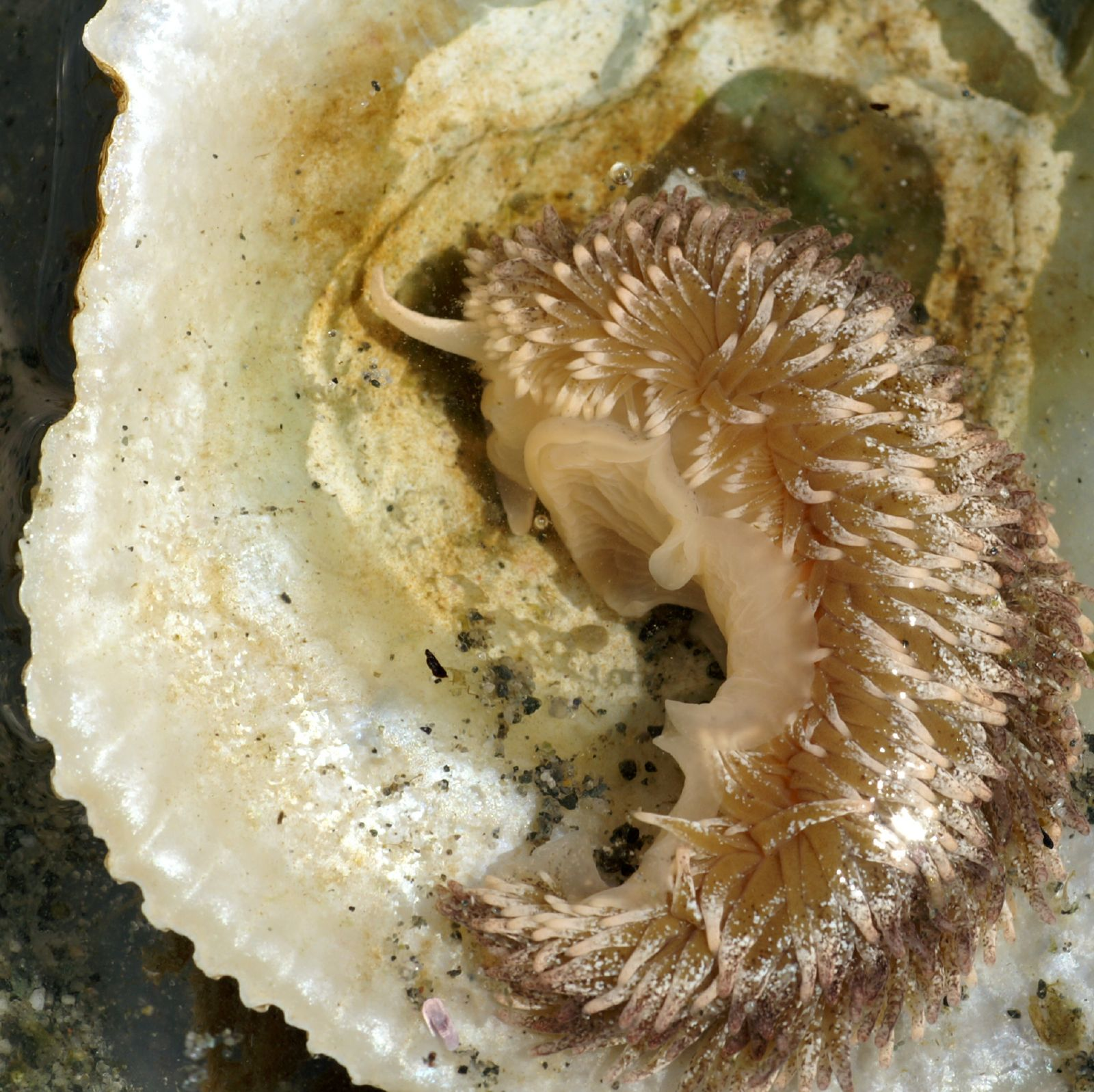
Aeolidia papillosa
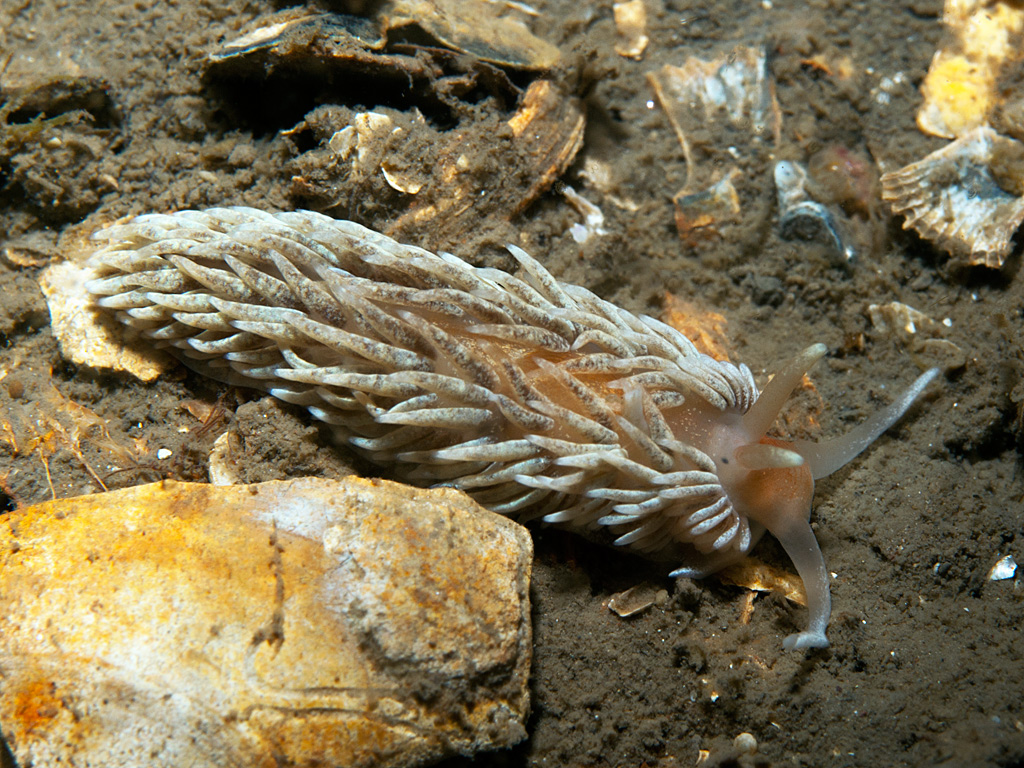
Aeolidiella glauca
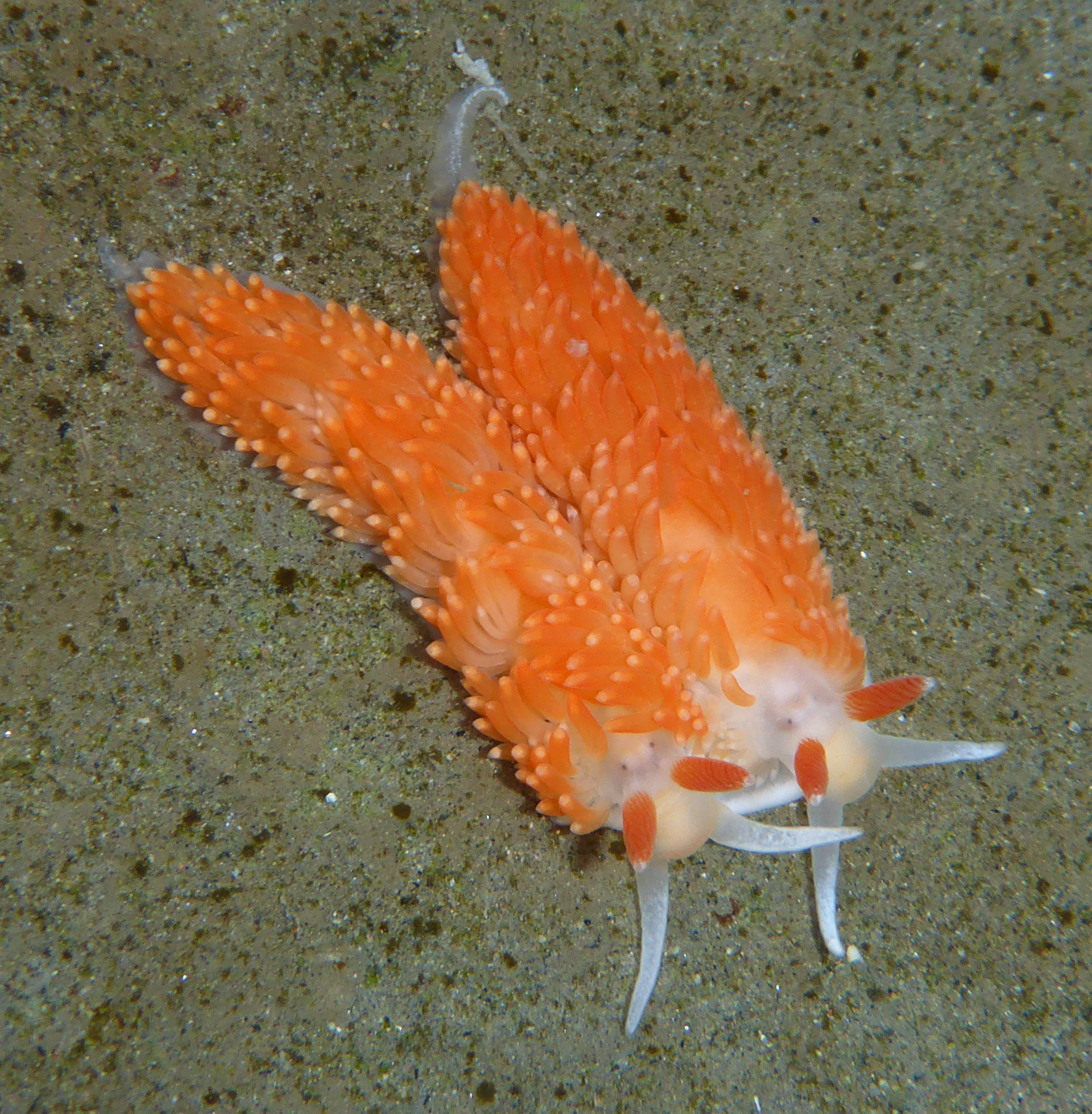
Anteaeolidiella oliviae
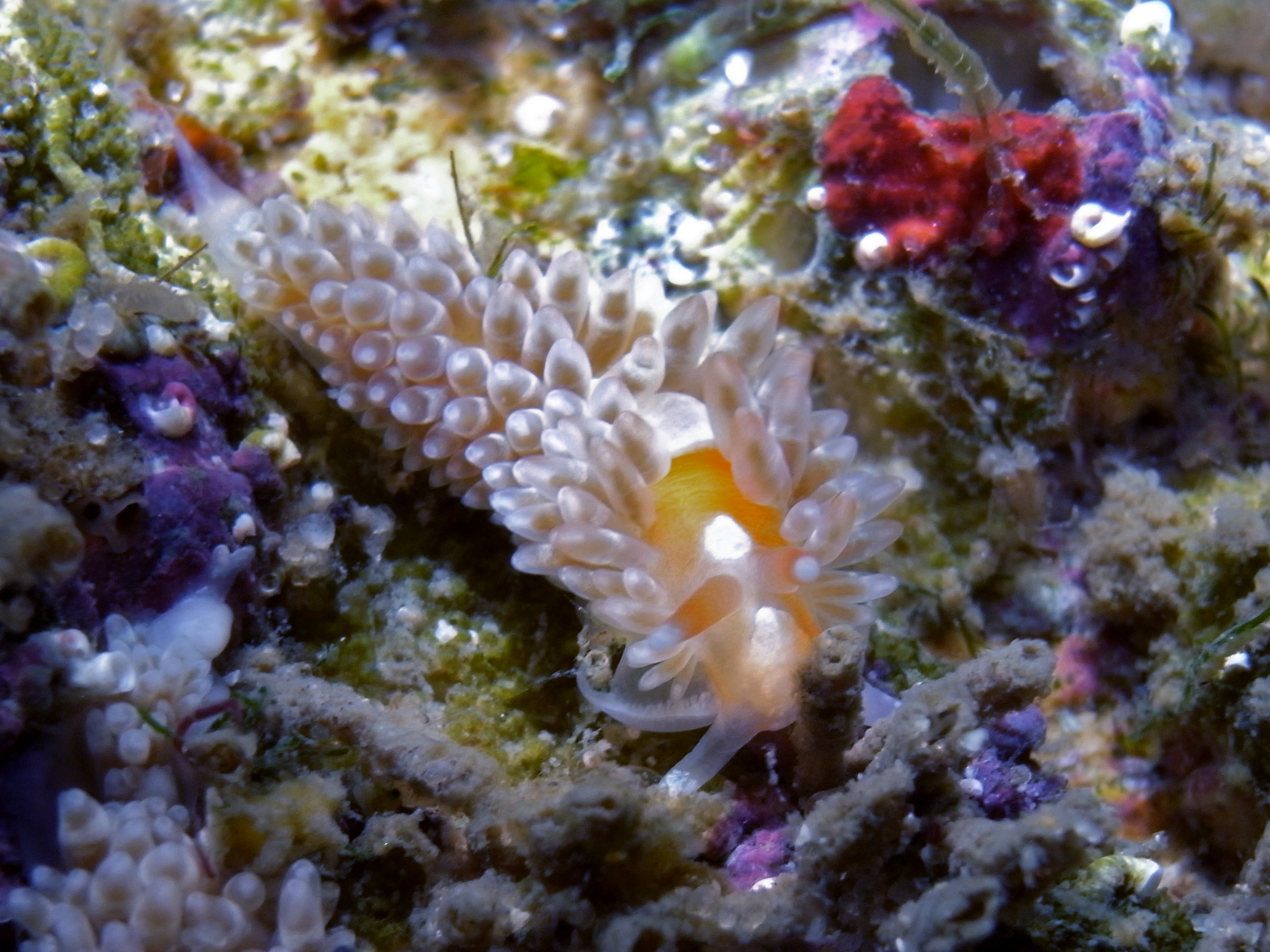
Baeolidia australis
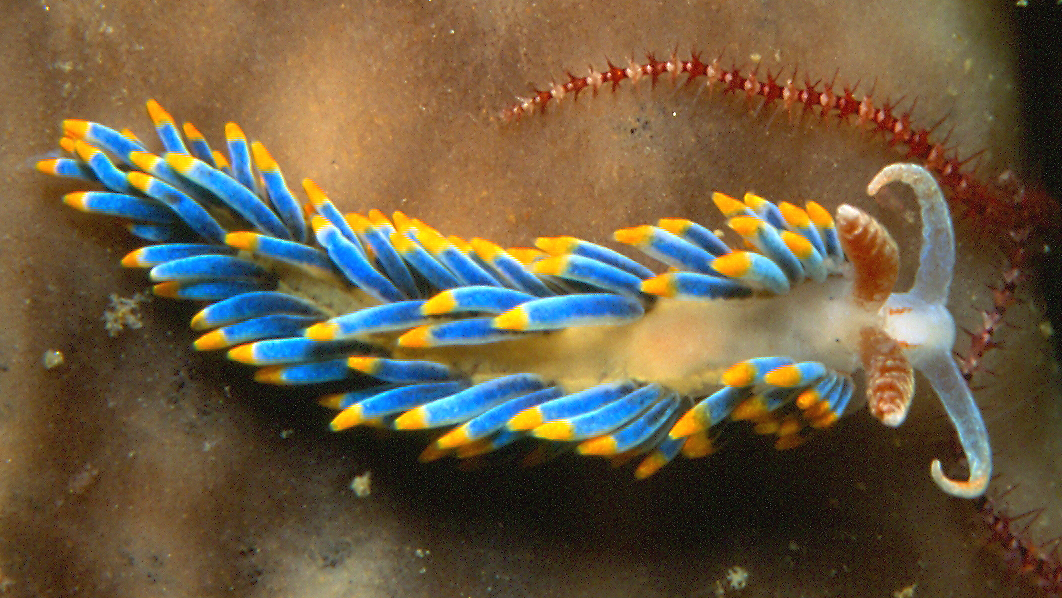
Berghia coerulescens
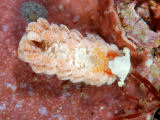
Bulbaeolidia alba
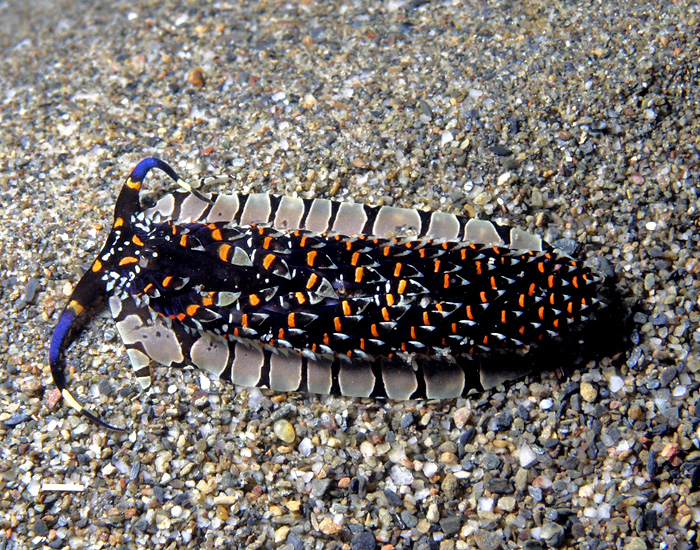
Cerberilla ambonensis
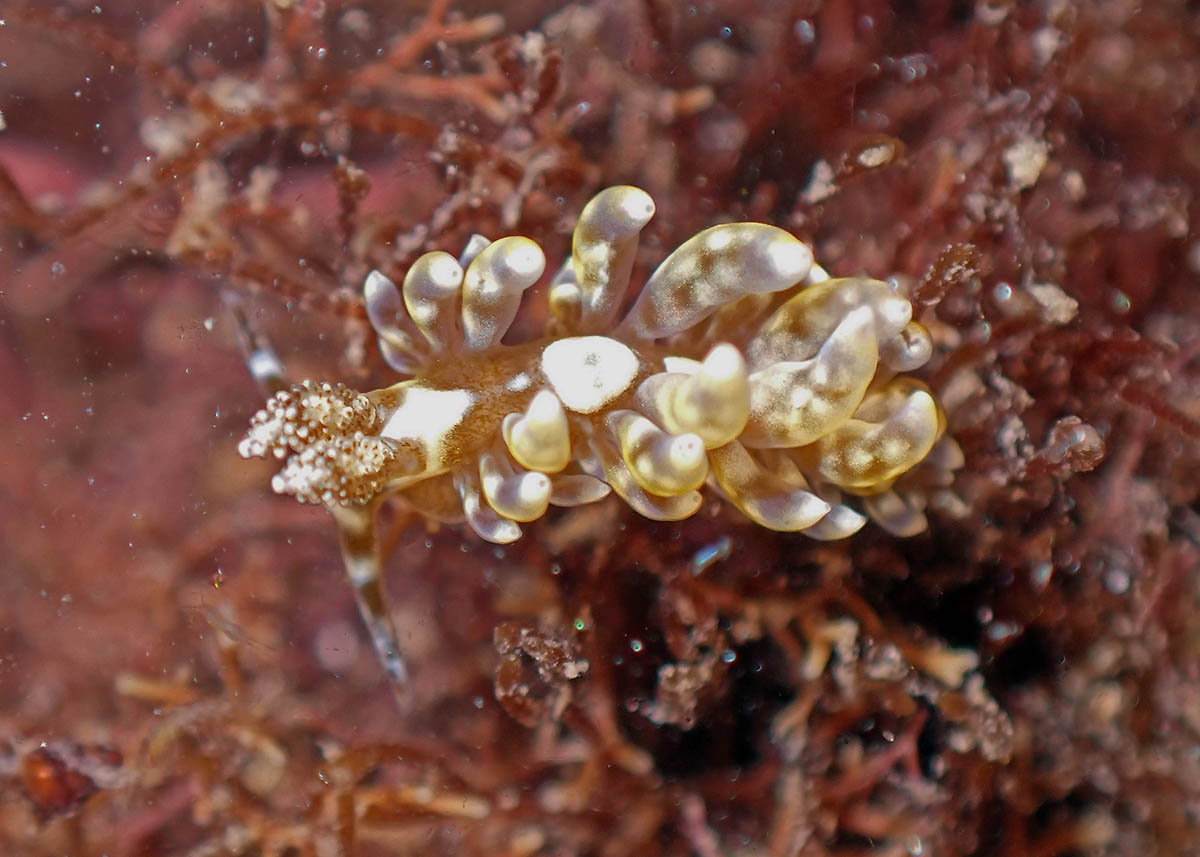
Spurilla major